# Старая мечеть (Стерлитамак)
Старая мечеть (баш. Иҫке мәсет) — мечеть в Стерлитамаке. Построена в 1874 году.

## История
В 1869 году стерлитамакский мещанин Абдрахим Мухаметрахимов обратился к императору Александру II с просьбой разрешить строительство мечети. Ходатайство было удовлетворено, а план постройки принят в 1870 году.

## Характеристика мечети
Здание мечети с одним минаретом.